# Lev Nikolajevič Tolstoj
Lev Nikolajevič Tolstoj (rusky  Лев Николаевич Толстой; 28. srpnajul./ 9. září 1828greg. Jasná Poljana – 7. listopadujul./ 20. listopadu 1910greg. Astapovo) byl ruský spisovatel a filozof, představitel realismu. Počátky jeho tvorby jsou spojeny s tzv. naturální školou, postupně však její rámec přerostla. K jeho nejznámějším dílům patří romány Vojna a mír a Anna Kareninová.

## Život

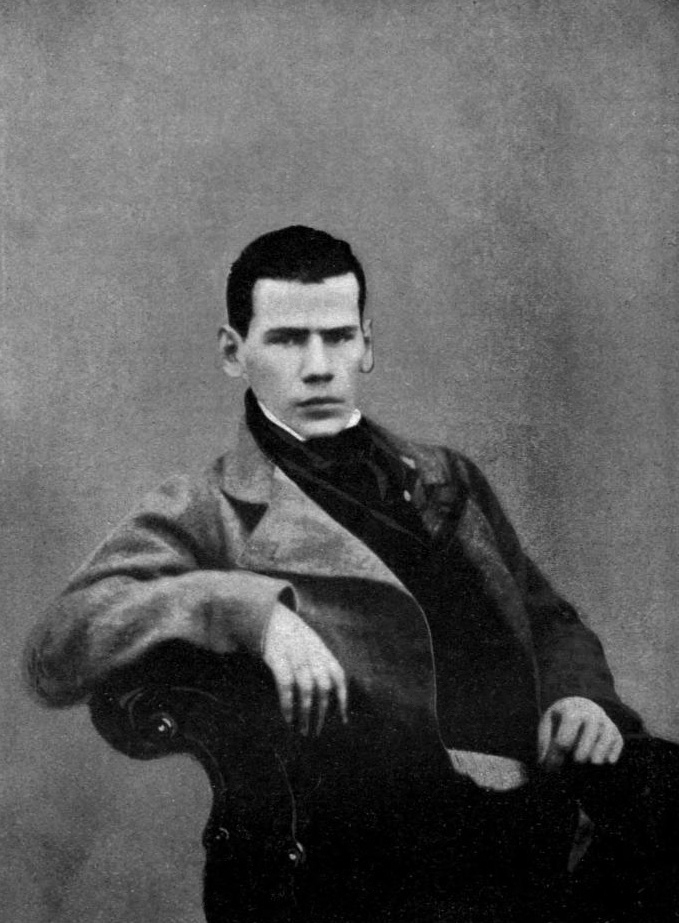
Tolstoj cca v roce 1848

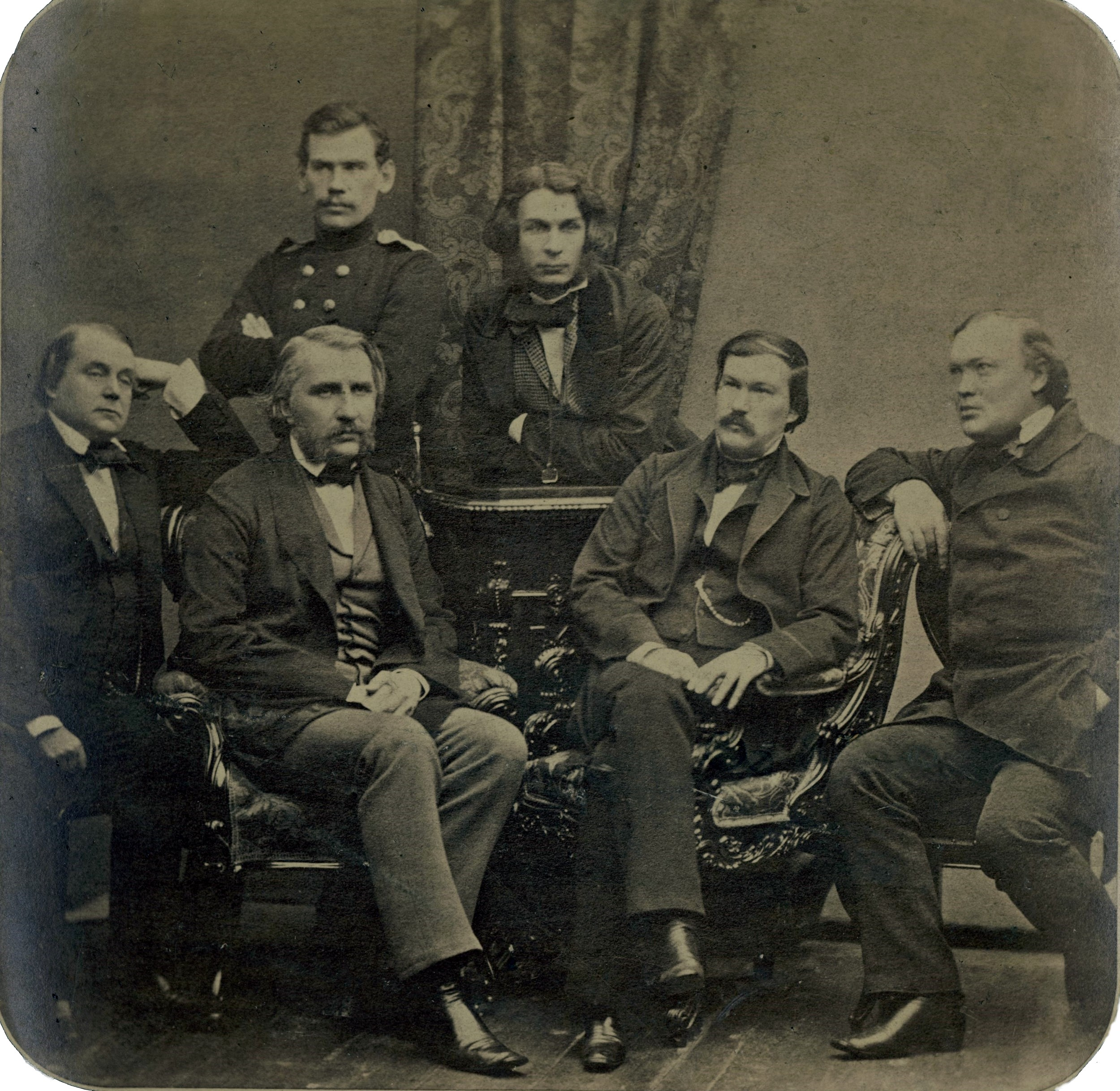
Sergej Lvovič Levickij: skupinový portrét ruských spisovatelů časopisu Современник (Současník), 1856. Zleva I. Gončarov I. Turgeněv, L. N. Tolstoj, D. Grigorovič, A. Družinin a A. Ostrovskij

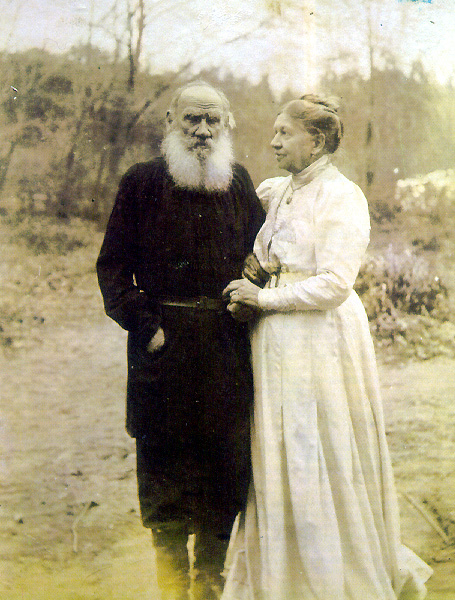
L. N. Tolstoj s manželkou

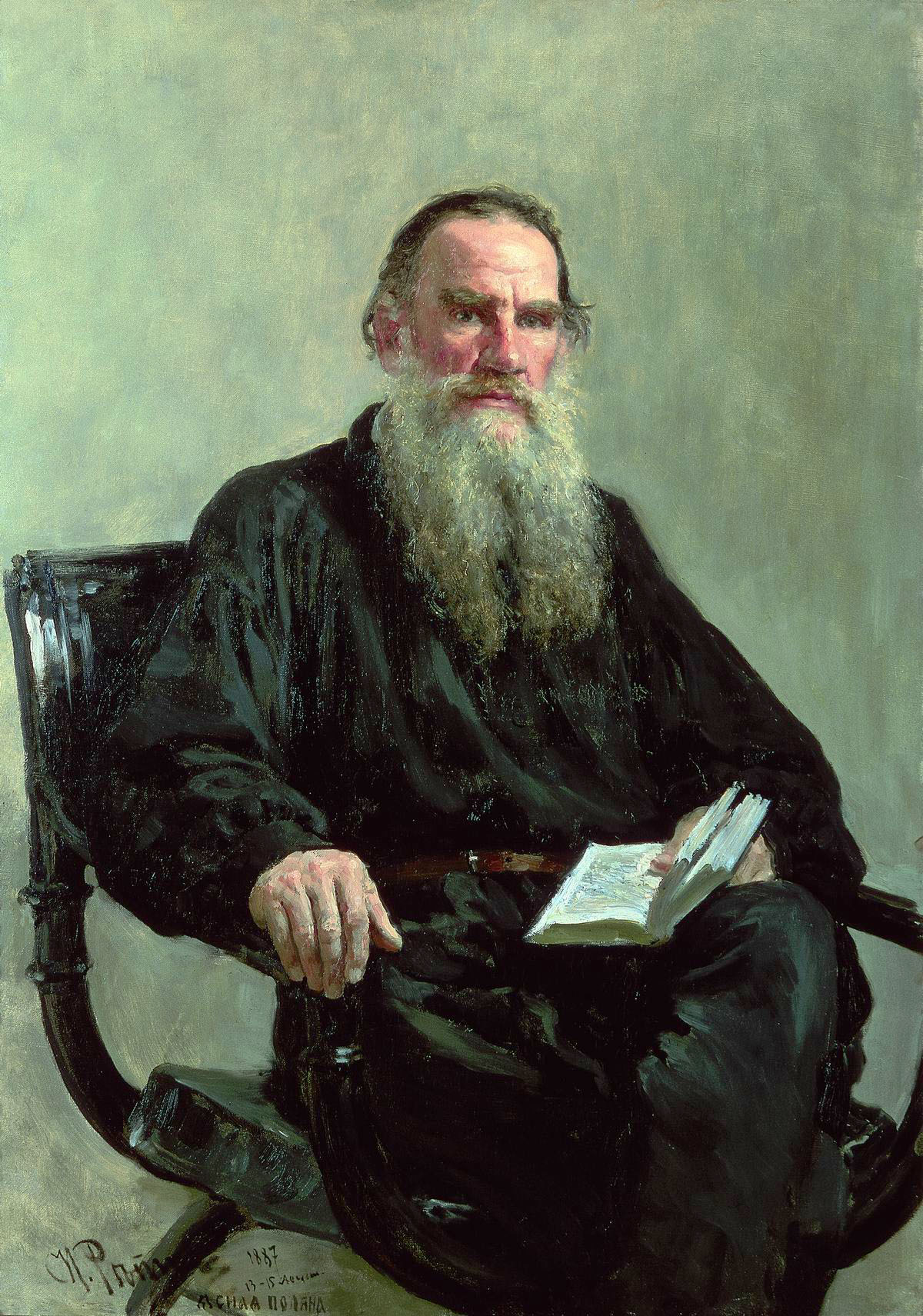
Lev Nikolajevič Tolstoj (1887)

Lev Nikolajevič Tolstoj se narodil 9. září roku 1828 (podle juliánského kalendáře 28. srpna) v Tulské gubernii ve vesnici Jasnaja Poljana jako čtvrtý potomek hraběte Nikolaje Iljiče Tolstého. Otec patřil do starého šlechtického rodu, jeho matka byla rozená kněžna Volkonská. Měl starší bratry Nikolaje (1823–1860), Sergeje (1826–1904) a Dimitrije (1827–1856). Roku 1830 se narodila ještě mladší sestra Marie. Když byly L. N. Tolstému pouhé dva roky, zemřela mu matka.
V roce 1837 se rodina přestěhovala do Moskvy, aby se jeden ze starších synů mohl připravit na přijímací zkoušky na Lomonosovovu univerzitu. Otec zemřel, když bylo Lvu Tolstému devět let. Osiřelí sourozenci žili v Jasné Poljaně u otcovy tety, kde zůstali až do roku 1840, kdy teta zemřela a děti se přesunuly k otcově sestře do Kazaně.
V roce 1844 začal studovat na Kazaňské univerzitě práva a filologii. Učitelé o něm říkali: „Jak je neschopný, tak je neochotný se učit.“ Studií zanechal a vrátil se do Jasné Poljany, kde se chtěl věnovat sebevzdělávání. Do svého deníku si zaznamenal soubor pravidel a cílů, kterých chtěl dosáhnout. Svůj dvouletý učební plán však nesplnil. V letech 1848–1849 hodně času trávil v Moskvě a Petrohradu mezi aristokratickou mládeží a věnoval se mj. karetním hrám. Poté, co zaplatil své vysoké dluhy z hazardních her, doprovodil v roce 1851 svého staršího bratra na Kavkaz a v roce 1853 vstoupil do carské armády. Na Kavkaze se Tolstoj začal věnovat literární tvorbě. Roku 1852 byla v časopise Sovremennik zveřejněna jeho próza Dětství – první část budoucí autobiografické trilogie Dětství, Chlapectví, Jinošství. Dosáhla velkého úspěchu u čtenářů a byla příznivě hodnocena i odbornou kritikou. Jako podporučík se zúčastnil bitvy o Sevastopol během krymské války a získal několik vojenských vyznamenání za hrdinství. Své dojmy a zážitky z války na obranu Krymu proti invazi cizích mocností Osmanské říše, Francie a Anglie popsal v Sevastopolských povídkách, vydaných v roce 1856. Posílily jeho prestiž jako představitele nastupující generace spisovatelů. V roce 1856 z armády v hodnosti poručíka na vlastní žádost odešel.
Začátkem roku 1857 odjel na cesty po Evropě, kde navštívil Francii, Německo, Švýcarsko, Itálii a Anglii. Své zklamání nad poměry v této části světa vyjádřil v povídce Luzern. V tomto období napsal další povídky: Albert, Trojí smrt a Rodinné štěstí. Po svém návratu z druhé cesty v roce 1861 se usadil v Jasné Poljaně. Začal považovat stav Ruska za zoufalý, pozoroval kontrasty mezi životem bohatých a chudých. Domníval se, že se vše vyřeší, když se dá mužikům vzdělání. Dočasně zanechal literární činnosti a otevřel školu pro své mužiky a jejich děti, v níž sám vyučoval. V letech 1861–1862 vydával pedagogický časopis Jasná Poljana. Kromě teoretických článků pak psal povídky, básně a překlady přizpůsobené frekventantům školy. Mužici v jeho škole neviděli velký smysl a považovali ji za přítěž, ostatní statkáři z okolí se s ním přestali stýkat, protože ho považovali v lepším případě za podivína. V tomto období jej velmi zasáhla smrt milovaného bratra Nikolaje.
V roce 1862 se oženil se šlechtičnou Sofií Andrejevnou Behrs, o šestnáct let mladší ruskou Němkou. V manželství se jim narodilo třináct dětí, dospělého věku se jich dožilo osm. Prvních dvanáct let po svatbě prožíval Tolstoj šťastné období svého života, v němž vytvořil svá nejlepší, světoznámá díla, romány Vojna a mír (1862–1869) a Anna Karenina (1873–1877).
Období roku 1868 až 1872 strávil Tolstoj sestavováním Slabikáře pro děti a obnovil svoji praktickou pedagogickou činnost.
Koncem sedmdesátých let došlo ke změně v Tolstého literárním i společenském vědomí. Zasáhla jej vnitřní duševní krize, která se promítla i do rodinných vztahů. Východisko viděl ve sblížení s prostým lidem, kterého chtěl dosáhnout rozdělením svého majetku mezi mužiky a sdílením křesťanské víry. Své názory na nespravedlivé uspořádání společnosti vyjádřil v řadě traktátů (např. Zpověď), filozofických úvah a povídek. Stal se též vegetariánem a esperantistou. Na přelomu 80. a 90. let vytvořil další díla s kritickým pohledem na ruskou společnost. Dokončil svůj poslední román Vzkříšení (1899), slavné novely Kreutzerova sonáta a Smrt Ivana Iljiče. Mezi lety 1896 až 1904 pracoval na novele Hadži Murat, která byla vydána až po jeho smrti v roce 1912. Po revoluci v roce 1905 uveřejnil obžalobu panování romanovské dynastie ve stati Nemohu mlčet.
Ve druhé polovině osmdesátých let za ním do Ruska několikrát přijel pozdější první československý prezident Tomáš Garrigue Masaryk. Známy jsou jeho tři návštěvy v letech 1887, 1888 a 1910. V roce 1907 navštívil Tolstého v Jasné Poljaně také Milan Rastislav Štefánik, kterého Tolstoj nazval „úžasně srdečným, milým člověkem“. V letech 1891–1906 u něj na statku několikrát hostovalo České kvarteto Oskara Nedbala.
V závěru svého života, roku 1901, byl exkomunikován z pravoslavné církve jako kacíř. Důvodem bylo jeho odmítání dogmatu o trojjedinosti Boží a ostrá kritika militaristické role církve (žehnání zbraním, podpora válkám). Po neshodách s rodinou ji opustil a bez rozloučení odjel jen s několika přáteli (včetně slovenského lékaře Dušana Makovického) v listopadu 1910 vlakem pryč. Na cestě se nachladil – dojel do Astapova (nyní Lev Tolstoj), kde po deseti dnech zemřel na zápal plic.
K jeho dílu se později hlásili Gustave Flaubert, Ernest Hemingway, Thomas Mann, Romain Rolland, James Joyce nebo Virginia Woolfová, která ho označila za největšího romanopisce vůbec. Naopak proti němu vystoupili ruští futuristé (Vladimir Majakovskij a Velemir Chlebnikov), kteří v manifestu Políček veřejnému vkusu z roku 1912 vyzvali ke „svržení Tolstého z piedestalu“.

## Politické názory

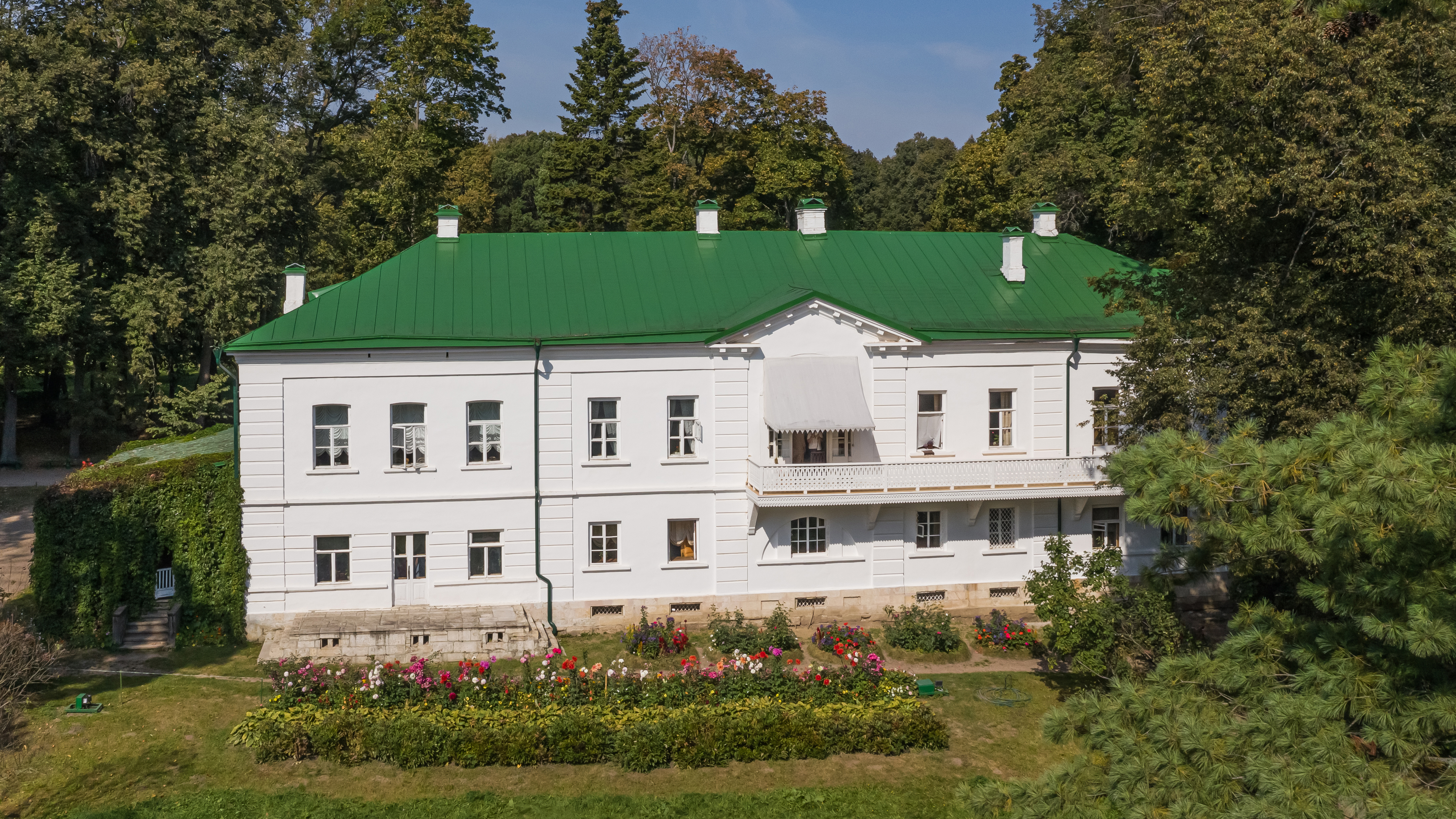
Rodný dům v Jasné Poljaně, současný stav

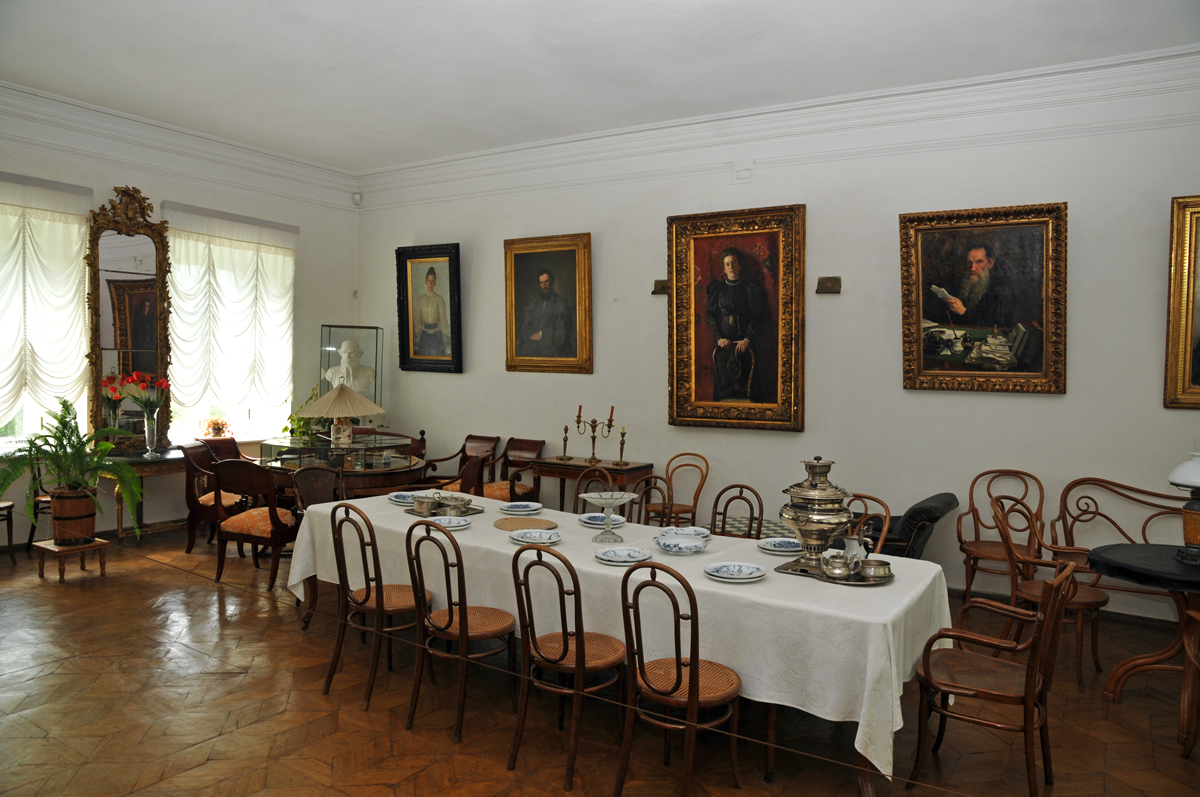
Jídelna obydlí v Jasné Poljaně

Základní Tolstého tezí bylo neprotivení se zlu násilím a celkové nenásilí. Tato myšlenka se prolíná celým jeho dílem a výrazně ovlivnila některé pacifisty a odpírače vojenské služby, kteří žili na přelomu 19. a 20. století. Tolstého koncept nenásilného odporu inspiroval také některé významné osobnosti 20. století, například Mahátmu Gándhího, se kterým si Tolstoj dopisoval. Gándhí Tolstého nazval „největším apoštolem nenásilí“. Krátce po smrti Tolstého byla vydána díla Živá mrtvola (1911) a Hadži Murat (1912), ve kterých se autor odklání od vlastního učení a odpírání zla.
Z dalších názorů lze zdůraznit především tyto:[zdroj?]
1. Vše lze řešit po dobrém.
2. Domníval se, že žena se má primárně starat o rodinu.
3. Odmítal měšťanské konvence své doby.

Z těchto názorů vycházel jak ve svém životě, tak při psaní svých děl.
Význam L. N. Tolstého je, z hlediska nejen ruské literatury, obrovský, protože se jako jeden z prvních autorů pokusil ruskou literaturu přiblížit západní civilizaci, což se mu svým způsobem podařilo.

## Filozofické názory
Lev Tolstoj nebyl jen velkým spisovatelem, ale i vynikajícím myslitelem. Tolstoj-myslitel prodělal složitou cestu ideového hledání, kolísání a pochybování. Od abstraktních osvícenských raného období se dostal až k svému originálnímu sociálně filozofickému systému, který se nejplněji odrazil v knihách „Zpověď“ (1880–1882), „V co věřím?“ (1883), „Vzkříšení“ (1889–1899), „Co tedy máme dělat?“ (1882–1886) a v dalších filozofických, uměleckých a publicistických pracích. Ve „Zpověďi“ Tolstoj píše toto:
| „                       | Filozofie mne vždy zajímala, rád jsem pozoroval tento intenzivní a přímý chod myšlenek, při němž se všechny složité jevy světa soustřeďovaly (z různorodosti) do jednotného celka. | “ |
| — Lev Tolstoj: Zpověď.) | |   |

Za svého učitele ve filozofii pokládal Tolstoj J.-J. Rousseaua a zastával jeho učení o „přírodním člověku“, který vychází z rukou přírody krásný a pak se ve společnosti kazí. Mladý Tolstoj intenzívně uvažoval o tom, jak může mravně náročný člověk překonat zhoubný vliv svého prostředí.
Tolstoj byl objektivním idealistou. Popíral osobního Boha a mluvil o „světovém duchu“, který řídí naše kroky, o bohu, kterého ztotožňoval s láskou, rozumem (logem), dobrem, zákonem, blahem, svědomím, a činil tak z Boha nejvyšší etické hodnoty.

### Křesťanský anarchismus
Křesťanský anarchismus jako samostatný směr rozvedl právě Lev Nikolajevič Tolstoj. Viděl nutnost používání násilí při vládnutí, což podle něj bylo nemorální z hlediska křesťanského učení.
| „                                               | Но ведь властвовать — значит насиловать, насиловать — значит делать то, чего не хочет тот, над которым совершается насилие и чего, наверное, для себя не желал бы тот, который совершает насилие; следовательно, властвовать — значит делать другому то, чего мы не хотим, чтобы нам делали, то есть делать злое. | Vždyť vládnout znamená podrobovat si násilím a podrobovat si znamená dělat to, co nechce ten, proti komu je násilí užíváno a určitě by si to pro sebe nepřál ten, kdo ono násilí používá. Tudíž vládnout znamená dělat druhému to, čeho nechceme aby nám samým činili, znamená to tedy, páchat zlo. | “ |
| — Lev Nikolajevič Tolstoj: Jen jedno je potřeba | | |   |

Podle The Anarchist FAQ odmítal tedy Tolstoj stát i soukromé vlastnictví. Cestu ke změně společnosti neviděl v násilné revoluci, ale v osobní přeměně každého člověka, odmítnutím podílet se na vládním násilí a v osvětě. Odmítal prý také industrializaci a považoval za nemožné uchovat svobodu při tak velkém stupni dělby práce, jaký je pro industrializaci třeba.

## Dílo
- * Slabikář – napsáno pro základní výuku

### Romány
- Vojna a mír (konečná verze vydána 1868/1869) – popis napoleonských válek (resp. ruského tažení tzv. Velké armády). Ústřední postavou je kníže Andrej Bolkonský. Bolkonskému zemře při porodu dítěte jeho první žena, on odchází do války a proslaví se. Nebojí se smrti a nezáleží mu na životě. Na dovolené se seznámí s mladou Natašou Rostovou, oba se do sebe zamilují. Tím Andrej získá znovu zájem o život. Postupně v něm vzrůstá odpor k válce. Dále zde vystupuje Pierre Bezuchov, který je nositelem Tolstého myšlenek, hodnotí dění kolem Napoleona. Bezuchov šel do války ze zvědavosti, postupně se v něm zrodí odpor k násilí a prochází válkou jako pozorovatel. Dostává se do blízkosti Napoleona a chce ho zastřelit, ale neudělá to. Andrej se nakonec dostává těžce raněný domů, kde ho ošetřuje Nataša, které zemře v náručí. Nataša se nakonec vdává za Bezuchova. Tolstoj v tomto díle odsuzuje války a násilí, a to i obranné. Na náměty románu Vojna a mír bylo natočeno několik filmů. Stejnojmennou operu s tímto námětem složil Sergej Prokofjev.
- Anna Karenina (1873–1877, v češtině vydáno také jako Anna Kareninová) – hlavní hrdinkou je mladá, krásná a inteligentní žena. Její muž má jako carský úředník vysoké postavení a ona nemá důvod si nijak stěžovat. Je však se svým životem nespokojená. Seznamuje se s mladým důstojníkem Vronským. Následně odchází od manžela za Vronským, její muž jí odmítá vydat společného syna. Anna ztrátou syna trpí, navíc ji postupně odsoudí celá společnost a Anna si myslí, že ji Vronský přestává milovat. Ačkoliv už s Vronským měla dceru Annu, řeší svoji situaci sebevraždou – skokem pod vlak. Na náměty tohoto románu byly rovněž natočeny početné filmy.
- Vzkříšení – Hlavními hrdiny jsou šlechtic Něchljudov (na začátku knihy student) a služebná, posléze prostitutka Maslovová. Seznámili se v mládí u Něchljudovových tet, kde Maslovová sloužila. Během noci, kdy se v Rusku slaví Vzkříšení páně, Maslovová podlehne Něchljudovovi a nechtěně s ním otěhotní. Těhotnou ji tety vykážou ze statku a Maslovová skončí jako prostitutka. Jednoho dne jí klient pošle do svého pokoje pro peníze. Maslovová si jako svědky bere pokojskou a portýra. Klient je náročný, a proto jej chce Maslovová uspat, portýr jí však místo uspávacího prostředku podstrčí jed a spolu s pokojskou pak klienta okrade. Maslovová a dva vrazi jsou posláni před soud, kde jako jeden z porotců zasedá i Něchljudov, který se během let proměnil v otylého šlechtice žijícího bujarým nočním životem městské smetánky. Něchljudov u soudu rozpozná Maslovovou, ona jeho ne. Nechá si převyprávět její příběh a cítí podíl viny na jejím osudu. Maslovová je díky chybě poroty odsouzena k nuceným pracím na Sibiři. Něchljudov se jí snaží pomoci a odvrátit její osud. Podává odvolání k senátu, jež je neúspěšné. Při cestování po věznicích, kterými Maslovová prochází, je zhnusen přístupem státu k prostým lidem a jelikož byl v mládí osloven jistým anglickým filozofem odmítajícím soukromé vlastnictví půdy, rozhodne se mužikům na svých statcích předat půdu do jejich užívání. Zároveň se u svých vlivných známých přimlouvá za Maslovovou a posílá žádost o milost carovi. Maslovové nabídne sňatek, ta ho odmítá, je hrdá, v nitru však Něchljudova obdivuje. Něchljudov se nedá odradit a podstupuje s ní cestu na Sibiř. Zařídí, že je přeřazena mezi politické vězně, se kterými je lépe zacházeno a kteří tvoří morálnější okolí. Maslovová se po cestě na Sibiř seznamuje s revolucionáři a do jednoho z nich se zamiluje. Car vyslyší dovolání (i díky Něchljudovovým známým) a mění trest z nucených prací na vyhnanství.

Tolstoj v románu velmi obrazně vyjadřuje všednost a beznaděj chudiny v Rusku 19. století, neskutečné sociální rozdíly, kontrast přepychu a hýření s bojem o život spodiny. Román je také zaměřen proti pokrytectví v pravoslavné církvi. Je zde popisován ruský vězeňský systém, ve kterém není na obyčejného člověka brán ohled a v kterém pozbývá vězeň veškerých práv. Tolstoj vyjadřuje myšlenku, že ti, kteří tvoří státní byrokracii, nemají morální právo věznit jiného člověka, protože sami nejsou bez viny. Něchljudov dochází k závěru, že většina lidí je tak vězněna neprávem, neboť jejich vývoj byl determinován prostředím, které jim nedalo jinou šanci. I přes svůj náboženský akcent bylo „antiburžoazní“ Vzkříšení vydáváno v komunistické ČSSR bez problémů. Svou roli hrál i obdiv, který k Tolstému celoživotně choval Vladimir Iljič Lenin.
- Ďábel
- Smrt Ivana Iljiče – Úředník Ivan Iljič několik měsíců umírá. Bolesti se horší a Ivan Iljič se stává zatrpklejším a nenávistnějším. Nerozumí, proč ho osud trestá a teprve až na smrtelné posteli ve velkých bolestech pochopí, že nežil opravdově, ale obyčejně poživačně. Špatně žil, a proto špatně umírá. V posledních hodinách odpouští rodině a vyrovnává se se smrtí.
- Kreutzerova sonáta
- Vláda tmy (1886) – Realistické drama, pojednávající o morálním úpadku ruského venkova.
- Živá voda
- Otec Sergej
- Nemohu mlčet

### Novely
- Kozáci
- Hadži-Murat (1912, vydáno posmrtně) – obávaný protivník Rusů Hadži-Murat se dobrovolně vydá Rusům s nabídkou, že pro ně bude bojovat. Postupně je vylíčen celý jeho život. Měl jedinou podmínku, aby začal pro Rusy pracovat – zachránit svou rodinu, která byla držena jako rukojmí. Když se dlouho nic neděje, rozhodne se řešit situaci na vlastní pěst – a zemře.[7]
- Kavkazský zajatec (1872) – dva Rusové se stali zajatci Čečenců, kteří za ně chtěli získat výkupné. První pokus o útěk se nezdařil. K druhému útěku jednoho z nich napomohla čečenská dívka, která si ho zamilovala. Útěk se zdařil a za několik týdnů se podařilo vykoupit i druhého zajatce (zfilmováno).

### Válečná díla
- Vpád
- Kácení lesa
- Sevastopolské povídky

### Dramata
- Plody vzdělanosti
  - dramatizace Československý rozhlas Praha 1962, rozhlasová úprava a dramaturgie: Dalibor Chalupa, osoby a obsazení: Leonid Fjodorovič Zvězdincev (Otomar Korbelář), Anna Pavlovna, jeho žena (Nelly Gaierová), Betsy, jejich dcera (Viola Zinková), Vasilij Leonidyč, jejich syn (Emil Konečný), Krugosvětlov, profesor (Felix le Breux), doktor (Eduard Kohout), Marie Konstantinovna (Eva Sirotková), Petriščev (Soběslav Sejk), Grosman (Josef Gruss), tlustá milostpaní (Jiřina Šejbalová), Sachatov (Miroslav Doležal), Fjodor Ivanyč (Antonín Zíb), Grigorij (Bohumil Bezouška), Jakov (Miloš Zavřel), Semjon (Vladimír Brabec), mužik (Stanislav Neumann, a další. Připravil: Sergej Machonin, hudba: Ilja Hurník, režie: Jiří Roll.
- Lidové povídky
- Vláda tmy – toto dílo je ovlivněno naturalismem
- Živá mrtvola (vydáno posmrtně v roce 1911)

### Další díla
- Povídka Kolik země člověk potřebuje (někteří ji označili za jednu z nejlepších povídek 19. století) [zdroj?]
- trilogie
  - Dětství
  - Chlapectví
  - Jinošství – spolu s Dětstvím a Chlapectvím tvoří trilogii. Vypráví o malém Nikolajovi, který má velmi silný vztah ke své matce, ale ta záhy umírá, a tak se výchovy Nikolaje a jeho bratra ujímá babička. Z bratrů se stávají sobci. Nikolajův bratr se brzy dostává na universitu, Nikolaj také, ale propadá. Tuto trilogii lze považovat za autobiografickou.[5]
- trilogie
  - Markérovy zápisky
  - Albert
  - Statkářovo jitro – s Albertem a Markérovými zápisky tvoří trilogii
- Vzpamatujte se
- Povídka o Ivanu Hlupákovi a jeho bratřích
- Král Asarchadon
- O bratru Palečkovi
- Zpověď – soubor traktátů, ve kterých objasňuje svoje myšlenky
- Co máme kdy dělati
- Království Boží ve vás
- Evangelium ve stručnosti (1881–1883)
- Zákon násilí a Zákon lásky. 1. vyd. ALMI, 2016. 98 S. Překlad: Ferdinand Kraupner

## České překlady
- L. N. Tolstoj, Anna Karenina. Praha: Rozmluvy 2009
- L. N. Tolstoj, Dvě smrti. Praha: Havran 2003
- L. N. Tolstoj, Malé romány. Praha: Svoboda 1990
- L. N. Tolstoj, Nemohu mlčet – jasnopoljanské epištoly. Praha: Odeon 1990
- L. N. Tolstoj, Tři podoby lásky. Praha: Vyšehrad 1999
- L. N. Tolstoj, Vláda tmy a jiná dramata. Praha: Odeon 1987
- L. N. Tolstoj, Vojna a mír. Praha: Levné knihy 2008
- L. N. Tolstoj, Vzkříšení. Praha: Ikar 1997
- TOLSTOJ, Lev Nikolajevič. Julius, Vláda tmy, Hospodář a čeledín, O životě. Praha: J. Otto, [1895]. 355 s. Dostupné online.
- TOLSTOJ, Lev Nikolajevič. Stručný výklad evangelia.. Praha: Fr. Bačkovský, [1895]. 175 s. Dostupné online.